# These Heaux
These Heaux è un singolo della rapper statunitense Bhad Bhabie, pubblicato il 24 agosto 2017.

## Video musicale
Il videoclip ufficiale della canzone è stato reso disponibile il 30 agosto 2017.

## Tracce
1. These Heaux – 2:20

## Successo commerciale
These Heaux ha debuttato alla 77ª posizione della Billboard Hot 100 statunitense, rendendo Bhad Bhabie la rapper femminile più giovane di sempre ad aver esordito nella classifica.

## Classifiche
| Classifica (2017) | Posizione massima |
| ----------------- | ----------------- |
| Canada            | 57                |
| Stati Uniti       | 77                |